# Цзян Хункунь
Цзян Хункунь (1954; кит. упр. 蒋宏坤, пиньинь Jiang Hongkun) — политический деятель Китая. Работал мэром Нанкина, секретарём Коммунистической партии Сучжоу и член Постоянного комитета партии Цзянсу.

## Биография
Родился в 1954 году на территории современного городского уезда Чжанцзяган, провинция Цзянсу. Работал чернорабочим в сельской местности, где позднее занял руководящие и административные должности. Вступил в Коммунистическую партию Китая в 1976 году, в конце «культурной революции». Затем стал работать в цехе завода по производству дизельных двигателей в уезде Шачжоу, а затем был назначен на руководящие и административные должности. В январе 1985 года стал менеджером в компании «Shazhou Engines Company».
В 1986 году уезд Шачжоу был преобразован в городской уезд Чжанцзяган, а Цзян Хунькуй стал главой международной торговой комиссии городского уезда. В феврале 1991 года был назначен заместителем главы Чжанцзягана, а в 1997 году назначен заместителем главы партии городского уезда. В декабре 1997 года был назначен руководителем партии в Чжанцзягане. В 2001 году стал членом Постоянного комитета парткома городского округа Сучжоу, затем в ноябре 2001 года стал вице-мэром Нанкина, в апреле 2003 года был назначен исполняющим обязанности мэра Нанкина, окончательно назначен на должность в январе 2004 года.
В августе 2009 года был назначен членом Постоянного комитета парткома провинции Цзянсу, а затем главой Сучжоу. Покинул этот пост в июне 2014 года, после достижения пенсионного возраста для должностных лиц провинциального уровня, и назначен вице-председателем Собрания народных представителей провинции Цзянсу.